# بريان كاتلر
بريان كاتلر هو سياسي أمريكي، ولد في 1975 في Peach Bottom, Pennsylvania ‏ في الولايات المتحدة. نشط حزبياً في الحزب الجمهوري. وقد انتخب عضو مجلس نواب بنسيلفانيا ‏.

## وصلات خارجية
- الموقع الرسمي